# كوسبي (مسلسل)
كوسبي مسلسل تلفزيوني أمريكي يعتمد على كوميديا الموقف حائز على عدة جوائز من مهرجان إيمي وقد عرض على هيئة الإذاعة الكولومبية من 16 سبتمبر 1996 إلى 28 أبريل 2000 . قام ببطولة المسلسل بيل كوسبي وفيليسيا رشاد اللذان سبق لهما التمثيل معا في مسلسل عرض كوسبي من 1984 إلى 1992 وجارتهم بولين التي قامت بها بأداء شخصيتها مادلين كان حتى وفاتها في 1999 .

## الشخصيات
| الممثل(ة)           | الشخصية      | عدد الحلقات |
| بيل كوسبي           | هيلتون لوكاس | 95          |
| تكياه كريستال كيماه | إريكا لوكاس  | 94          |
| دوغ إ. دوغ          | غريفين فيسي  | 93          |
| فيليسيا رشاد        | روث لوكاس    | 91          |
| مادلين كان          | بولين فوكس   | 60          |
| دارين سيلز-إيفانز   | دارين        | 17          |
| جورني سموليت        | جورني        | 8           |
| ------------------- | ------------ | ----------- |

## جوائز المسلسل
| السنة | المهرجان                                | الجائزة                           | الحاصل عليها |
| 1997  | مهرجان ب.م.إ لموسيقى الأفلام والتلفزيون | أفضل موسيقى مسلسل                 | المسلسل      |
| 1998  | مهرجان ب.م.إ لموسيقى الأفلام والتلفزيون | أفضل موسيقى مسلسل                 | المسلسل      |
| 1997  | مهرجان إيمي                             | أفضل مخرج في مسلسل كوميدي         | ألان ووكر    |
| 1997  | مهرجان الصورة                           | أفضل مسلسل كوميدي                 | المسلسل      |
| 1997  | مهرجان الصورة                           | أفضل ممثلة رئيسية في مسلسل كوميدي | فيليسيا رشاد |
| 1999  | مهرجان الصورة                           | أفضل مسلسل كوميدي                 | المسلسل      |
| 1999  | مهرجان الصورة                           | أفضل ممثل(ة) شاب(ة)               | جورني سموليت |
| 2000  | مهرجان الصورة                           | أفضل ممثل(ة) شاب(ة)               | جورني سموليت |
| 1997  | مهرجان خيارات قراء مجلة الناس الأمريكي  | أفضل مسلسل كوميدي تلفزيوني جديد   | المسلسل      |
| ----- | --------------------------------------- | --------------------------------- | ------------ |

## روابط خارجية
- كوسبي على موقع IMDb (الإنجليزية)
- كوسبي على موقع ميتاكريتيك (الإنجليزية)
- كوسبي على موقع روتن توميتوز (الإنجليزية)
- كوسبي على موقع كينوبويسك (الروسية)
- كوسبي على موقع ألو سيني (الفرنسية)
- كوسبي على موقع قاعدة بيانات الفيلم (الإنجليزية)